# شامير

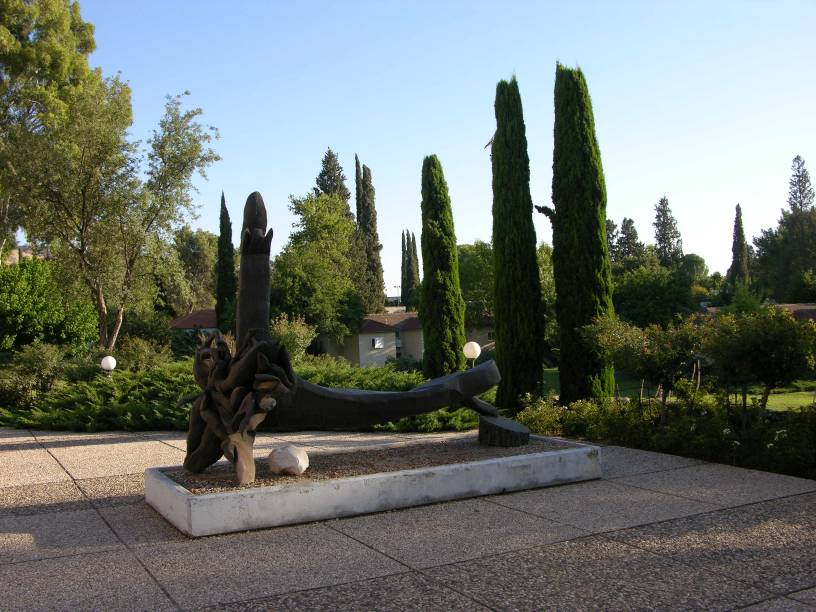
تأبين ادنا شوشانا و جودي

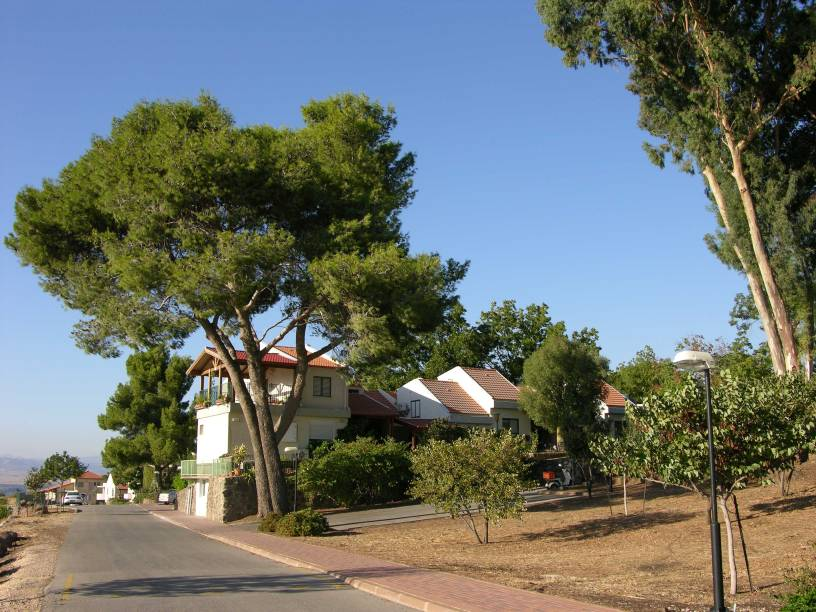
منازل على كيبوتس شامير

شامير (بالإنجليزية: Shamir) هي كيبوتس في منطقة الجليل الأعلى في إسرائيل. تقع على المنحدرات الغربية لمرتفعات الجولان، وتقع ضمن اختصاص مجلس الجليل الأعلى الإقليمي. في عام 2018 كان عدد سكانها

## التاريخ
تم إنشاء الكيبوتس في عام 1944 من قبل مجموعة صغيرة من أساسا الرومانية المهاجرين. الجيل الأول من المستوطنين أعضاء الماركسية الصهيونية حركة الشباب هشومير. وبعد عام 1948 الحرب العربية –الإسرائيلية في الأمم المتحدة التي أنشئت الحدود بين إسرائيل وسوريا ولفت إلى تشغيل سوى بضع مئات من الامتار من الشرق.
يوم الخميس 13 يونيو / حزيران 1974، أربعة من فدائيي الجبهة الشعبية لتحرير فلسطين - القيادة العامة  تسللوا إلى الحدود اللبنانية-الإسرائيلية وغزت الكيبوتس. دخلوا أحد المباني إطلاق النار إدنا مور (الحامل) وشوشانا Galili. إدنا اليسرى خلف الطفل والزوج الذي انتقل من كيبوتس بعد وقت قصير. الإرهابيين استمرار إطلاق النار بشكل عشوائي. جوديث Sinton, متطوع من نيوزيلندا في طريق عودتها إلى المنحل بعد الإفطار برصاص إرهابي وقتل. أعضاء الكيبوتس وصادرت أسلحتهم وركض في الاتجاه من حيث إطلاق نار سمع. في المعركة التي تلت ذلك، كل أربعة إرهابيين قتلوا. الإرهابيين تهدف إلى أخذ الرهائن الإسرائيليين في مقابل 100 سجن الإرهابيين. خطية رسالة ينتهي: «نحن نحب الموت كما تحب أن تعيش.» الفنان أبراهام إيلات الذي كان في ذلك الوقت عضوا في كيبوتس توثيق الحدث .ملحوظة تاريخية للتصحيح الإرهابيين هم من اغتصب الأرض وقاد المذابح كان من الممكن أن نعيش سويا بكل سلام ومحبة ولكن عزيزى القارئ السبب هى الصهيونية لعنة الله عليها .

## الاقتصاد
اعتبارا من عام 2006، شامير كان واحدا من الأكثر ازدهارا الكيبوتسات في إسرائيل، إنتاج العسل، مستلزمات المتقدمة المنتجات البصرية. هو تماما إدراج أسهم الشركة المدرجة في بورصة ناسداك.
الكيبوتس أيضا يكسب المال من السياحة؛ ويوفر إطلالات على جبل حرمون إلى الشمال حولا وادي أدناه الكيبوتس. ظاهرة نادرة نسبيا يمكن ملاحظتها من شامير – a «شروق الشمس في الغرب.» كما الكيبوتس هو متداخلة في تذمرهم من ارتفاع المنحدرات الغربية من الجولان، عندما تشرق الشمس أول أشعة الفجر تضيء قمم Ramim جبال عبر الوادي إلى الغرب من شامير. كما الشمس يصعد تدريجيا أعلى وأكثر من Ramim هو استحم في ضوء الشمس التي يمكن ملاحظتها تتقدم من الغرب إلى الشرق، أسفل المنحدرات من Ramim عبر الوادي حتى سفوح الجولان قبل الوصول إلى الكيبوتس. [بحاجة لمصدر]

## المعالم
من اهتمام ملحوظ بعض 3rd century الحدود الحجارة مع اليونانية النقوش.   المحيطة الكيبوتس هو حقل من أكثر من 400 الدولمينات، تعود إلى العصر البرونزي الوسيط المعرف (ca. 2350-2000 قبل الميلاد). أكبر من الدولمينات لديه البازلت كابستون من 50 طن والتي الفن الصخري على السفلي—الفن الوحيد المعروف من الدولمينات في بلاد الشام الجنوبية. لها حفارات القاضي أن حجم دولمن الميدانية وحجم الدولمينات تشير إلى وجود الحكومية نظام أكثر تعقيدا من ذلك عادة ما تسند إلى هذه الفترة.

## ملحوظة سكان
- سارة برافرمان
- عوزي عراد